# Бережной, Николай Фёдорович
Никола́й Фёдорович Бережно́й (24 июля 1938, село Матвеево, Краснодарский край — 24 марта 2015) — художник-живописец, график. Основатель (1994) и член Всеукраинского симпозиума живописи «Спокуса». Народный художник Украины (2008).

## Биография
Родился в селе Матвеево в семье Акулины и железнодорожника Фёдора. Вырос в станице Гиагинской.
В 1952-1957 годах учился в Краснодарском художественно-педагогическом училище, в которое поступил по рекомендации учителя гиагинской школы. После окончания училища работал учителем черчения и рисования в Кемеровской области, в оформительской мастерской управления торговли в Краснодаре, в отделении Художественного фонда в Омске.
В 1963 году стал кандидатом, а через год — членом Союза художников СССР. К тому времени он уже обзавёлся семьей. Однажды заболел сын, долго не выздоравливал, и врачи посоветовали сменить климат. В 1971 году переехал в Николаев, в котором его жена Лариса Васильевна ранее проходила практику и в котором в это время создавалась областная организация Союза художников. С 1972 по 1991 год занимал пост её председателя.

## Награды
- Орден «Знак Почёта» (1986)
- Медаль «За трудовую доблесть» (1981)
- Народный художник Украины (2008)
- Почётная грамота Президиума Верховного Совета УССР (1985)
- Премия Омского комсомола